# 德克精額
德克精額（1728年—？），榜名德克競額，沙濟富察氏，鑲黃旗滿洲永安佐領下人，清朝进士、官员。

## 生平
乾隆十五年（1750年），中庚午科順天乡试舉人。
乾隆十七年（1752年），中壬申科三甲第一百四十四名進士。
乾隆三十一年（1766年），升署盛京奉天府承德县知县，三十三年（1768年），实授知县，三十四年（1769年），承德县知县任内因工作卓异，被时任盛京工部侍郎兼管奉天府尹的雅德举荐。
乾隆三十九年（1774年），实授奉天宁远州知州。
乾隆四十二年（1777年），补用直隶磁州知州。
乾隆四十四年（1779年），调补平泉州知州，四十五年（1780年），清高宗弘历七十大寿，朝鲜使臣柳得恭进寿，途径直隶平泉州时，知州德克精額曾接待过这位朝鲜使臣。
乾隆四十六年（1781年），与中表兄弟、时任直隶布政使的明興照例回避。
乾隆五十年（1785年），补授直隶晉州知州。
嘉庆元年（1796年），陞山东滨乐分司运同缺，但德克精額年力就衰，难胜外任。
嘉庆六年（1801年），因拖欠银两逾期未完，险遭监禁，但随后宽免从其子名下扣还。

## 家族
- 高祖哈什屯，内大臣，太子太保，因曾孙女孝賢皇后追封一等公，谥恪僖，入祀贤良祠。
- 曾祖父米思翰，户部尚书，因孫女孝賢皇后追封一等公，谥敏果，入祀贤良祠。
- 祖父馬齊，保和殿大学士，太子太保，二等伯爵，谥文穆，入祀贤良祠。
- 父傅光，直隶喜峰口驿传道。[8]
- 儿子敬保，无亲生子；成保，无嗣；惠保，无嗣；平保，无嗣；瑞保，无嗣；连保，无嗣。
- 女儿富察氏，清高宗晉妃。
- 嗣孫玉衡，敬保嗣子，原为敬保堂兄果昇阿第三子。[9]